# Tour de France de 2006
O 93º Tour de France (Volta da França ou Volta à França) teve início no dia 1 de julho num percurso de 7 quilômetros na cidade de Estrasburgo e  concluiu em 23 de julho de 2006 em Paris. A corrida foi vencida por Óscar Pereiro após a desqualificação do vencedor inicial Floyd Landis.

## Expectativas
Pouco antes de seu início, temia-se pelo fracasso da competição, tanto pela ausência de Lance Armstrong (vencedor por sete anos consecutivos e que se aposentou após a vitória na edição de 2005) como também pelo escândalo da dopagem de atletas desvendado durante a Operação Puerto da Guardia Civil (polícia espanhola), efetuada em maio deste ano. Os organizadores do Tour de France excluíram todos os ciclistas envolvidos. Entre os ciclistas implicados estavam favoritos como Ivan Basso (CSC) 2º em 2005, Jan Ullrich (T-Mobile), 3º em 2005 e Francisco Mancebo (Ag2r), mas também outros de menor cotação como Óscar Sevilla (T-Mobile), Joseba Beloki, Alberto Contador, Sérgio Paulinho, Allan Davis, Isidro Nozal – todos da equipa Astana-Wurth.

## Resumo

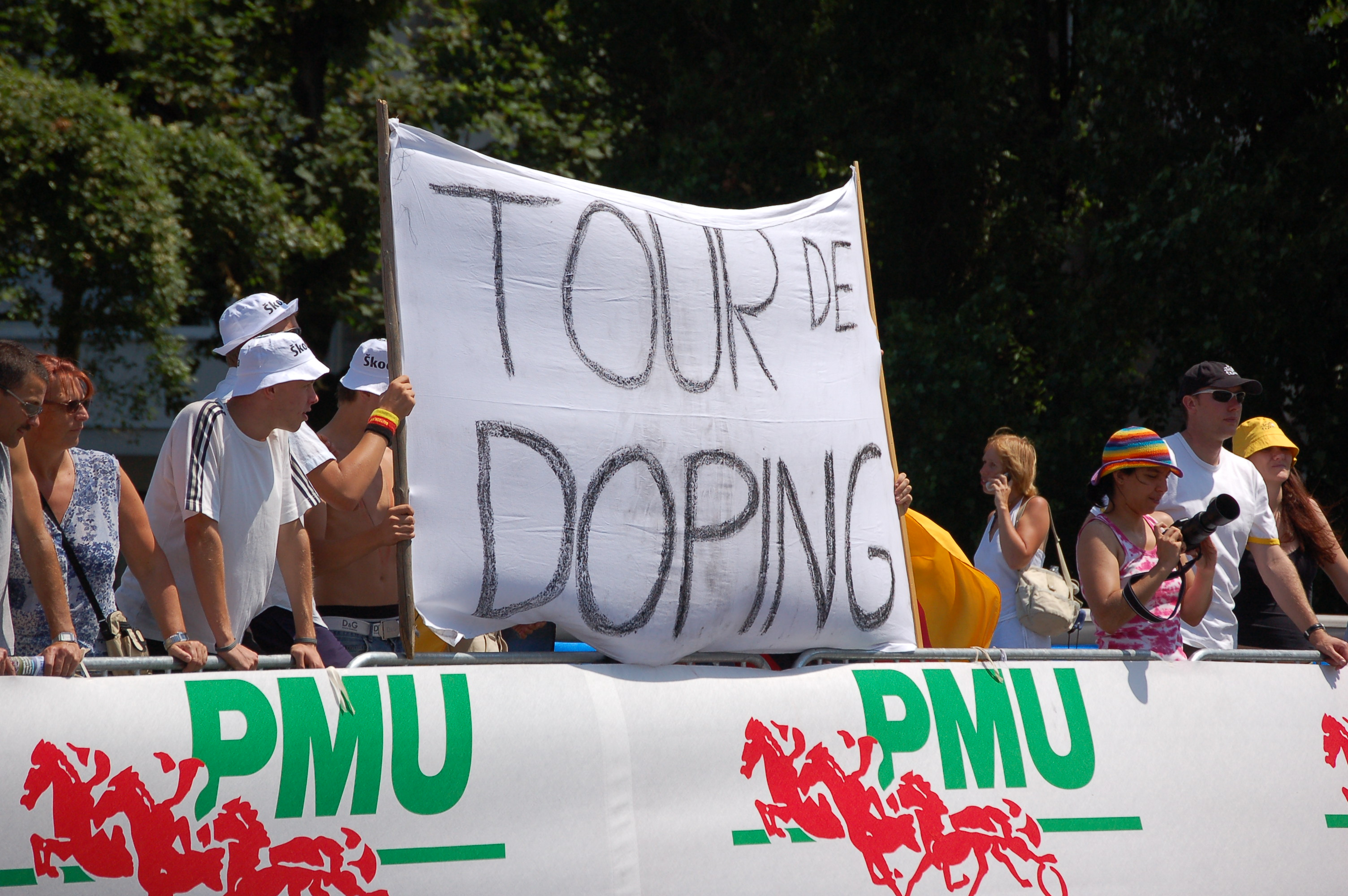
Manifestações durante a competição

Esta edição tampouco contou com o comando de Jean-Marie Leblanc, responsável pela organização do evento nos últimos dezoito anos. Nestas condições, o Tour de 2006 foi imprevisível e diferiu bastante de edições recentes.
O Prólogo foi vencido por Thor Hushovd e, nas primeiras etapas planas, Robbie McEwen conquistou três vitórias, mas não assumiu a liderança geral em nenhum momento, já que na terceira etapa, outro sprinter, Tom Boonen, conquistou a camisa amarela, que ele manteve até ao CRI da 7ª etapa.
A CRI foi vencido com facilidade por Serhiy Gonchar, que conquistou a camisola amarela com Floyd Landis terminando em 2º na etapa, além de subir para o 2º lugar da classificação geral. Depois do CRI a equipa T-Mobile tinha quatro ciclistas no top 6 da geral, incluindo Honchar e Andreas Kloden. O topo da classificação geral permaneceu mais ou menos estático até à etapa 10, quando um par de ciclistas escapou no início do dia e ficou longe até o final, com Juan Miguel Mercado vencendo a etapa e subindo para o 2º lugar geral e Cyril Dessel terminando a etapa em 2º com ao mesmo tempo que o Mercado, mas assumindo a camisola amarela como o novo líder da corrida.
A etapa 11 foi uma etapa brutal de montanha, com cinco subidas de categoria alta. Foi vencida por Dennis Menchov com Levi Leipheimer e Floyd Landis ficando com ele até a linha de chegada. Landis assumiu a camisola amarela como o novo líder da corrida 8 segundos à frente de Dessel. Cadel Evans e Carlos Sastre terminaram em 4º e 5º na etapa e, ao mesmo tempo, passaram para 4º e 5º na classificação geral. A etapa 12 foi uma etapa intermédia ganha por Yaroslav Popovych, que saltou de fora dos 20 primeiros para o décimo lugar da geral.
Os primeiros classificados da geral não mudaram de lugar até a etapa 13, quando Jens Voigt e Oscar Pereiro superaram Manuel Quinziato e Sylvain Chavanel numa fuga de quatro homens que terminou com cerca de 30 minutos de vantagem sobre o pelotão. Pereiro ultrapassou toda a gente assumindo a liderança da geral com cerca de 1min 30s de vantagem sobre Landis e Dessel e cerca de 2min 30s à frente de Menchov e Evans com Sastre mais de 3 minutos atrás.
A situação permaneceu a mesma após a etapa 14, mas na etapa 15, desde o Col d'Izoard a Alpe d'Huez, a corrida terminou com Frank Schleck vencendo a etapa e entre os principais ciclistas da classificação geral, Landis e Kloden, ganhando um tempo considerável a todos. Landis recuperava a amarela por uma nesga: 10s com os ciclistas do 3º ao 7º lugar de Dessel, Menchov, Sastre, Kloden e Evans, cada um a menos de três minutos de Landis e Pereiro. Michael Rasmussen venceu a etapa 16, quando Pereiro re-assumiu a liderança da corrida, com Sastre subindo para 2º, Kloden assumindo o 3º e Landis ficando totalmente desequilibrado e ficando fora dos 10 primeiros, perdendo quase oito minutos.
Na etapa 17, no entanto, Landis tomou a decisão potencialmente catastrófica de atacar a frente do pelotão totalmente sozinho a mais de 100 km do final, em busca do grupo que tinha partido em fuga logo pela manhã. Em pouco tempo ele apanhou os fugitivos, rodou um pouco com eles e depois atacou na frente, com apenas Patrik Sinkewitz capaz de ficar com ele por um longo período de tempo, embora sem fazer nenhum trabalho, pois era companheiro de equipa de dois ciclistas melhor classificados do que Landis: Kloden e Michael Rogers. Landis venceu a etapa, com Sastre terminando a quase seis minutos e Pereiro terminando mais de sete minutos atrás, mal segurando a amarela: 30 segundos sobre Floyd Landis e 12s sobre Carlos Sastre. Surpreendentemente, neste ponto do Tour Kloden, Evans, Menchov e Dessel estavam todos a 5:00 da amarela. Desde o Tour de France de 1987, nem cinco pilotos se encontravam a menos de 5 minutos da liderança geral nesta fase tardia da corrida.
Na etapa 18, não houve grandes subidas (Cat-1 ou HC) e Matteo Tosatto venceu o sprint sem alterações na classificação geral. A etapa 19, um CRI da ITT decidiria a corrida e Gonchar venceria sua segunda etapa do Tour, fazendo o tempo mais rápido do dia. Floyd Landis venceu o Tour de 2006 derrotando todos os outros competidores da classificação geral, excepto Kloden, recuperando a camisa amarela pela 3ª e última vez. Pereiro terminou em 2º no geral com 0:59 de atraso, Kloden terminou o pódio a mais de 1min29s, Sastre ficou em quarto lugar a mais de três minutos e Cadel Evans terminou em 5º pouco mais de 5 minutos.

## Doping

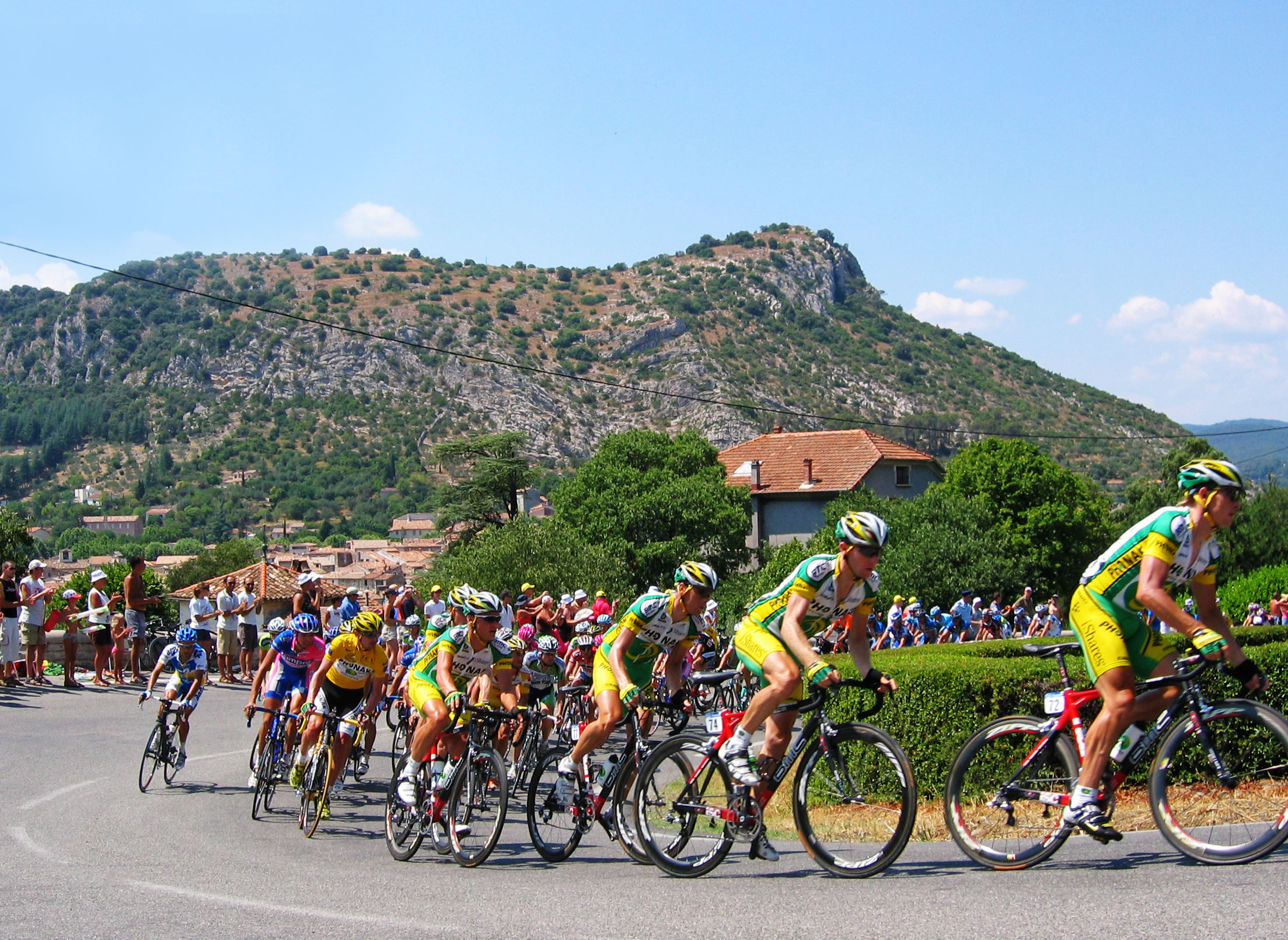
Tour de France 2006.

Este foi o primeiro Tour desde a primeira retirada de Lance Armstrong e para a maioria dos fãs americanos, o doping era considerado uma ocorrência rara que simplesmente não aconteceu, embora na realidade, muitos candidados à geral, sprinters e gregários da Era Armstrong, bem como de eras anteriores admitiram recorrer ao doping ou foram implicadas de alguma forma em casos de doping. Landis seria destituído da sua única vitória no Tour de France logo após vencê-lo após um teste de drogas falhado após a etapa 17 e Oscar Pereiro seria declarado vencedor.
O vencedor do Tour de France de 2006, Oscar Pereiro, foi um atleta incrivelmente talentoso que terminou em 10º, 1º, 10º e 10º nos quatro Tours que terminou e até marcou um golo nos dois jogos de futebol profissional em que jogou. Inicialmente, foi reprovado em um teste antidoping também neste Tour de France, mas foi liberado após fornecer evidências médicas suficientes de que ele tinha uma razão médica legítima para tomar a substância pela qual falhou.
Apesar de Landis ter sido riscado deste Tour devido ao doping, entre alguns ciclistas e fãs modernos quando um piloto da classificação geral ataca e termina uma fuga a solo aparentemente impossível, como Chris Froome fez na etapa 19 do Giro de 2018, é conhecido como "Fazendo um Landis".
Inicialmente, esse foi o top-3 final mais compacto de sempre. O tempo final de Floyd foi 89h39min30s. Enquanto Landis era um dos favoritos antes mesmo do escândalo de doping espanhol, numa épica perda de desempenho de oito minutos na etapa 16, parecia que ele havia perdido toda a esperança de terminar no pódio, muito menos vencer.
Mas no dia seguinte, durante a etapa 17, Landis estabeleceu um ritmo muito alto na primeira escalada do dia que nenhum outro piloto conseguiu igualar. Ele então apanhou um grupo em fuga que havia escapado mais cedo, passou por eles e continuou até a linha de chegada sozinho, compensando quase todo o seu atraso, terminando 30 segundos atrás do camisola amarelo Óscar Pereiro, compensado com o minuto extra no contra-relógio final na etapa 19.
Uma amostra de urina colhida de Landis imediatamente após sua vitória no etapa 17 teve duas vezes testes positivos para testosterona sintética proibida, bem como uma proporção de testosterona para epitestosterona quase três vezes acima do limite permitido pelas regras da Agência Mundial Antidopagem. Landis indicou que apelaria dos resultados do teste para o Tribunal de Arbitragem do Desporto em Lausanne, Suíça.
Em 20 de setembro de 2007, a acusação de doping de Landis foi confirmada por um painel de arbitragem que decidiu entre ele e a USADA e foi banido por dois anos. Em sequência, a UCI tirou formalmente seu título do Tour de França de 2006. O segundo colocado, Óscar Pereiro, foi oficialmente declarado vencedor.

## As Etapas
- Ver também Tour de France 2006: Prólogo até Etapa 11 e Tour de France 2006: Etapa 12 até Etapa 20

| Etapa | Data        | Cidades da etapa                        | km    | Vencedor da etapa   | Líder da classificação geral |
| ----- | ----------- | --------------------------------------- | ----- | ------------------- | ---------------------------- |
| P     | 1 de Julho  | Estrasburgo-Estrasburgo                 | 7,1   | Thor Hushovd        | Thor Hushovd                 |
| 1     | 2 de julho  | Estrasburgo-Estrasburgo                 | 184,5 | Jimmy Casper        | George Hincapie              |
| 2     | 3 de julho  | Obernai-Esch-sur-Alzette                | 228,5 | Robbie McEwen       | Thor Hushovd                 |
| 3     | 4 de julho  | Esch-sur-Alzette-Valkenburg aan de Geul | 216,5 | Matthias Kessler    | Tom Boonen                   |
| 4     | 5 de julho  | Huy-Saint-Quentin                       | 207   | Robbie McEwen       | Tom Boonen                   |
| 5     | 6 de julho  | Beauvais-Caen                           | 225   | Óscar Freire        | Tom Boonen                   |
| 6     | 7 de julho  | Lisieux-Vitré                           | 189   | Robbie McEwen       | Tom Boonen                   |
| 7     | 8 de julho  | Saint-Grégoire-Rennes                   | 52    | Serhiy Honchar      | Serhiy Honchar               |
| 8     | 9 julho     | Saint-Méen-le-Grand-Lorient             | 181   | Sylvain Calzati     | Serhiy Honchar               |
| 9     | 11 de julho | Bordeaux-Dax                            | 169,5 | Óscar Freire        | Serhiy Honchar               |
| 10    | 12 de julho | Cambo-les-Bains-Pau                     | 190,5 | Juan Miguel Mercado | Cyril Dessel                 |
| 11    | 13 julho    | Tarbes-Val d'Aran-Pla-de-Beret          | 206,5 | Denis Menchov       | Floyd Landis                 |
| 12    | 14 de julho | Luchon-Carcassonne                      | 211,5 | Yaroslav Popovych   | Floyd Landis                 |
| 13    | 15 de julho | Béziers-Montélimar                      | 230   | Jens Voigt          | Óscar Pereiro                |
| 14    | 16 de julho | Montélimar-Gap                          | 180,5 | Pierrick Fédrigo    | Óscar Pereiro                |
| 15    | 18 de julho | Gap-L'Alpe d'Huez                       | 187   | Fränk Schleck       | Floyd Landis                 |
| 16    | 19 de julho | Bourg-d'Oisans-La Toussuire             | 182   | Michael Rasmussen   | Óscar Pereiro                |
| 17    | 20 de julho | Saint-Jean-de-Maurienne-Morzine         | 200,5 | Floyd Landis        | Óscar Pereiro                |
| 18    | 20 de julho | Morzine-Mâcon                           | 197   | Matteo Tosatto      | Óscar Pereiro                |
| 19    | 22 de julho | Le Creusot-Montceau-les-Mines           | 56    | Serhiy Honchar      | Óscar Pereiro                |
| 20    | 23 de julho | Antony/Parc de Sceaux-Paris             | 152   | Thor Hushovd        | Óscar Pereiro                |

## Evolução dos líderes
Notas
- (1) = Na Etapa 1, Thor Hushovd (o vencedor do Prólogo) vestiu a camisola amarela, e George Hincapie vestiu a camisola verde.
- (2) = Na Etapa 4, Tom Boonen (líder da Geral) vestiu a camisola amarela, e Daniele Bennati (segundo na geral dos pontos) vestiu a camisola verde.
- (3) = Na Etapa 11, Cyril Dessel (líder da Geral) vestiu a camisola amarela, e Juan Miguel Mercado a camisola das bolas.
- O prémio da combatividade é dado após cada etapa, excepto nos contra-relógios. Após o último contra-relógio, há o prémio da super-combatividade, para o corredor mais combativo de todo o Tour, que foi dado a David de la Fuente.

| Etapa | Vencedor                   | Classificação Geral        | Classificação dos Pontos | Classificação da Montanha | Classificação da Juventude | Classificação por equipas | Prémio Combatividade |
| ----- | -------------------------- | -------------------------- | ------------------------ | ------------------------- | -------------------------- | ------------------------- | -------------------- |
| P     | Thor Hushovd               | Thor Hushovd               | Thor Hushovd             | não atribuído             | Joost Posthuma             | Discovery Channel         | não atribuído        |
| 1     | Jimmy Casper               | George Hincapie            | Jimmy Casper             | Fabian Wegmann            | Benoît Vaugrenard          | Discovery Channel         | Walter Bénéteau      |
| 2     | Robbie McEwen              | Thor Hushovd               | Robbie McEwen            | David de la Fuente        | Benoît Vaugrenard          | Discovery Channel         | David de la Fuente   |
| 3     | Matthias Kessler           | Tom Boonen                 | Tom Boonen               | Jérôme Pineau             | Markus Fothen              | Discovery Channel         | José Luis Arrieta    |
| 4     | Robbie McEwen              | Tom Boonen                 | Robbie McEwen            | Jérôme Pineau             | Markus Fothen              | Discovery Channel         | Egoi Martínez        |
| 5     | Óscar Freire               | Tom Boonen                 | Robbie McEwen            | Jérôme Pineau             | Markus Fothen              | Discovery Channel         | Samuel Dumoulin      |
| 6     | Robbie McEwen              | Tom Boonen                 | Robbie McEwen            | Jérôme Pineau             | Benoît Vaugrenard          | Discovery Channel         | Anthony Geslin       |
| 7     | Serhiy Honchar             | Serhiy Honchar             | Robbie McEwen            | Jérôme Pineau             | Markus Fothen              | T-Mobile Team             | não atribuído        |
| 8     | Sylvain Calzati            | Serhiy Honchar             | Robbie McEwen            | Jérôme Pineau             | Markus Fothen              | T-Mobile Team             | Sylvain Calzati      |
| 9     | Óscar Freire               | Serhiy Honchar             | Robbie McEwen            | Jérôme Pineau             | Markus Fothen              | T-Mobile Team             | Christian Knees      |
| 10    | Juan Miguel Mercado        | Cyril Dessel               | Robbie McEwen            | Cyril Dessel              | Markus Fothen              | AG2R Prévoyance           | Juan Miguel Mercado  |
| 11    | Denis Menchov              | Floyd Landis Cyril Dessel  | Robbie McEwen            | David de la Fuente        | Markus Fothen              | T-Mobile Team             | David de la Fuente   |
| 12    | Yaroslav Popovych          | Floyd Landis Cyril Dessel  | Robbie McEwen            | David de la Fuente        | Markus Fothen              | T-Mobile Team             | Daniele Bennati      |
| 13    | Jens Voigt                 | Óscar Pereiro              | Robbie McEwen            | David de la Fuente        | Markus Fothen              | Team CSC                  | Jens Voigt           |
| 14    | Pierrick Fédrigo           | Óscar Pereiro              | Robbie McEwen            | David de la Fuente        | Markus Fothen              | Team CSC                  | Salvatore Commesso   |
| 15    | Fränk Schleck              | Floyd Landis Óscar Pereiro | Robbie McEwen            | David de la Fuente        | Markus Fothen              | Team CSC                  | Stefano Garzelli     |
| 16    | Michael Rasmussen          | Óscar Pereiro              | Robbie McEwen            | Michael Rasmussen         | Markus Fothen              | Team CSC                  | Michael Rasmussen    |
| 17    | Floyd Landis Carlos Sastre | Óscar Pereiro              | Robbie McEwen            | Michael Rasmussen         | Damiano Cunego             | T-Mobile Team             | Floyd Landis         |
| 18    | Matteo Tosatto             | Óscar Pereiro              | Robbie McEwen            | Michael Rasmussen         | Damiano Cunego             | T-Mobile Team             | Levi Leipheimer      |
| 19    | Serhiy Honchar             | Floyd Landis Óscar Pereiro | Robbie McEwen            | Michael Rasmussen         | Damiano Cunego             | T-Mobile Team             | não atribuído        |
| 20    | Thor Hushovd               | Floyd Landis Óscar Pereiro | Robbie McEwen            | Michael Rasmussen         | Damiano Cunego             | T-Mobile Team             | Aitor Hernández      |
| Final | Final                      | Floyd Landis Óscar Pereiro | Robbie McEwen            | Michael Rasmussen         | Damiano Cunego             | T-Mobile Team             | David de la Fuente   |

## Classificações Finais

### Classificação Geral
| Pos | Nome                    | Equipa                         | Tempo       |
| --- | ----------------------- | ------------------------------ | ----------- |
| DSQ | Floyd Landis (USA)      | Phonak Hearing Systems         | 89h 39' 30" |
| 1   | Óscar Pereiro (ESP)     | Caisse d'Epargne-Illes Balears | 89h 40' 27" |
| 2   | Andreas Klöden (GER)    | T-Mobile Team                  | + 0' 32"    |
| 3   | Carlos Sastre (ESP)     | Team CSC                       | + 2' 16"    |
| 4   | Cadel Evans (AUS)       | Davitamon-Lotto                | + 4' 11"    |
| 5   | Denis Menchov (RUS)     | Rabobank                       | + 6' 09"    |
| 6   | Cyril Dessel (FRA)      | AG2R Prévoyance                | + 7' 44"    |
| 7   | Christophe Moreau (FRA) | AG2R Prévoyance                | + 8' 40"    |
| 8   | Haimar Zubeldia (ESP)   | Euskaltel-Euskadi              | + 11' 08"   |
| 9   | Michael Rogers (AUS)    | T-Mobile Team                  | + 14' 10"   |
| 10  | Fränk Schleck (LUX)     | Team CSC                       | + 16' 49"   |

| Pos | Nome                    | Equipa                         | Pontos |
| --- | ----------------------- | ------------------------------ | ------ |
| 1   | Robbie McEwen (AUS)     | Davitamon-Lotto                | 288    |
| 2   | Erik Zabel (GER)        | Team Milram                    | 199    |
| 3   | Thor Hushovd (NOR)      | Crédit Agricole                | 195    |
| 4   | Bernhard Eisel (AUT)    | Française des Jeux             | 176    |
| 5   | Luca Paolini (ITA)      | Liquigas                       | 174    |
| 6   | Iñaki Isasi (ESP)       | Euskaltel-Euskadi              | 130    |
| 7   | Francisco Ventoso (ESP) | Saunier Duval–Prodir           | 128    |
| 8   | Cristian Moreni (ITA)   | Cofidis                        | 116    |
| 9   | Jimmy Casper (FRA)      | Cofidis                        | 98     |
| DSQ | Floyd Landis (USA)      | Phonak Hearing Systems         | 93     |
| 10  | Óscar Pereiro (ESP)     | Caisse d'Epargne-Illes Balears | 88     |

| Pos | Nome                     | Equipa                         | Pontos |
| --- | ------------------------ | ------------------------------ | ------ |
| 1   | Michael Rasmussen (DEN)  | Rabobank                       | 166    |
| 2   | David de la Fuente (ESP) | Saunier Duval–Prodir           | 113    |
| 3   | Carlos Sastre (ESP)      | Team CSC                       | 99     |
| 4   | Fränk Schleck (LUX)      | Team CSC                       | 96     |
| 5   | Michael Boogerd (NED)    | Rabobank                       | 93     |
| 6   | Damiano Cunego (ITA)     | Lampre-Fondital                | 80     |
| 7   | Cyril Dessel (FRA)       | AG2R Prévoyance                | 72     |
| DSQ | Levi Leipheimer (USA)    | Team Gerolsteiner              | 66     |
| 9   | Andreas Klöden (GER)     | T-Mobile Team                  | 64     |
| 10  | Óscar Pereiro (ESP)      | Caisse d'Epargne-Illes Balears | 63     |

| Pos | Nome                     | Equipa               | Tempo        |
| --- | ------------------------ | -------------------- | ------------ |
| 1   | Damiano Cunego (ITA)     | Lampre-Fondital      | 89h 58' 49"  |
| 2   | Markus Fothen (GER)      | Team Gerolsteiner    | + 38"        |
| 3   | Matthieu Sprick (FRA)    | Bouygues Télécom     | + 1h 29' 12" |
| 4   | David de la Fuente (ESP) | Saunier Duval–Prodir | + 1h 36' 00" |
| 5   | Moisés Dueñas (ESP)      | Agritubel            | + 1h 48' 40" |
| 6   | Thomas Lövkvist (SWE)    | Française des Jeux   | + 1h 52' 54" |
| 7   | Francisco Ventoso (ESP)  | Saunier Duval–Prodir | + 2h 22' 03" |
| 8   | Joost Posthuma (NED)     | Rabobank             | + 2h 32' 41" |
| 9   | Benoît Vaugrenard (FRA)  | Française des Jeux   | + 2h 33' 12" |
| 10  | Pieter Weening (NED)     | Rabobank             | + 2h 36' 44" |

| Pos | Equipa                         | Tempo         |
| --- | ------------------------------ | ------------- |
| 1   | T-Mobile Team                  | 269h 08' 46"  |
| 2   | Team CSC                       | + 17' 04"     |
| 3   | Rabobank                       | + 23' 26"     |
| 4   | AG2R Prévoyance                | + 33' 19"     |
| 5   | Caisse d'Epargne-Illes Balears | + 56' 53"     |
| 6   | Lampre-Fondital                | + 57' 37"     |
| 7   | Team Gerolsteiner              | + 1h 45' 25"  |
| 8   | Discovery Channel              | + 2h 19' 17"  |
| 9   | Euskaltel-Euskadi              | + 2h 26' 38"  |
| 10  | Phonak Hearing Systems         | + 2h 49' 06"* |

## Lista de participantes
| Discovery Channel | Team CSC | T-Mobile |
| - 1. José Azevedo (POR) - 2. Viatcheslav Ekimov (RUS) - 3. George Hincapie (EUA) - 4. Egoi Martínez (ESP) - 5. Benjamin Noval (ESP) - 6. Pavel Padrnos (TCH) - 7. Yaroslav Popovych (UCR) - 8. José-Luis Rubiera (ESP) - 9. Paolo Savoldelli (ITA)                | - 11. Bobby Julich (EUA) - 12. Giovanni Lombardi (ITA) - 13. Stuart O'Grady (AUS) - 14. Carlos Sastre (ESP) - 15. Frank Schleck (LUX) - 16. Christian Vandevelde (EUA) - 17. Jens Voigt (ALE) - 18. David Zabriskie (EUA)                                                      | - 21. Andreas Klöden (ALE) - 22. Giuseppe Guerini (ITA) - 23. Serhiy Honchar (UCR) - 24. Matthias Kessler (ALE) - 25. Eddy Mazzoleni (ITA) - 26. Michael Rogers (AUS) - 27. Patrik Sinkewitz (ALE)                                                                          |
| AG2R Prévoyance | Gerolsteiner | Rabobank |
| - 31. Christophe Moreau (FRA) - 32. José-Luis Arrieta (ESP) - 33. Mikel Astarloza (ESP) - 34. Sylvain Calzati (FRA) - 35. Cyril Dessel (FRA) - 36. Samuel Dumoulin (FRA) - 37. Simon Gerrans (AUS) - 38. Stéphane Goubert (FRA)                                   | - 41. Levi Leipheimer (EUA) - 42. Markus Fothen (ALE) - 43. David Kopp (ALE) - 44. Sebastian Lang (ALE) - 45. Ronny Scholz (ALE) - 46. Georg Totschnig (AUT) - 47. Fabian Wegmann (ALE) - 48. Peter Wrolich (AUT) - 49. Beat Zberg (SUI)                                       | - 51. Denis Menchov (RUS) - 52. Michael Boogerd (PBS) - 53. Bram De Groot (PBS) - 54. Erik Dekker (PBS) - 55. Juan-Antonio Flecha (ESP) - 56. Óscar Freire (ESP) - 57. Joost Posthuma (PBS) - 58. Michael Rasmussen (DIN) - 59. Pieter Weening (PBS)                        |
| Davitamon-Lotto | Phonak | Lampre-Fondital |
| - 61. Cadel Evans (AUS) - 62. Mario Aerts (BEL) - 63. Christophe Brandt (BEL) - 64. Christopher Horner (EUA) - 65. Robbie McEwen (AUS) - 66. Fred Rodriguez (EUA) - 67. Gert Steegmans (BEL) - 68. Wim Vansevenant (BEL) - 69. Johan Vansummeren (BEL)            | - 71. Floyd Landis (EUA) - 72. Bert Grabsch (ALE) - 73. Robert Hunter (AFS) - 74. Nicolas Jalabert (FRA) - 75. Miguel-Angel Martin-Perdiguero (ESP) - 76. Axel Merckx (BEL) - 77. Koos Moerenhout (PBS) - 78. Alexandre Moos (SUI) - 79. Victor-Hugo Peña (COL)                | - 81. Damiano Cunego (ITA) - 82. Alessandro Ballan (ITA) - 83. Daniele Bennati (ITA) - 84. Marzio Bruseghin (ITA) - 85. Salvatore Commesso (ITA) - 86. Daniele Righi (ITA) - 87. Paolo Tiralongo (ITA) - 88. Tadej Valjavec (SLO) - 89. Francisco-Javier Vila (ESP)         |
| Caisse d'Epargne-Iles Baléares | Quick Step-Innergetic | Crédit Agricole |
| - 91. Alejandro Valverde (ESP) - 92. David Arroyo (ESP) - 93. Florent Brard (FRA) - 94. Isaac Galvez (ESP) - 95. José-Vicente Garcia-Acosta (ESP) - 96. Vladimir Karpets (RUS) - 97. Oscar Pereiro (ESP) - 98. Nicolas Portal (FRA) - 99. Xabier Zandio (ESP)     | - 101. Tom Boonen (BEL) - 102. Wilfried Cretskens (BEL) - 103. Steven De Jongh (PBS) - 104. Juan-Manuel Garate (ESP) - 105. Filippo Pozzato (ITA) - 106. José Rujano (VEN) - 107. Bram Tankink (PBS) - 108. Matteo Tosatto (ITA) - 109. Cédric Vasseur (FRA)                   | - 111. Pietro Caucchioli (ITA) - 112. Alexandre Botcharov (RUS) - 113. Anthony Charteau (FRA) - 114. Julian Dean (NZL) - 115. Jimmy Engoulvent (FRA) - 116. Patrice Halgand (FRA) - 117. Sébastien Hinault (FRA) - 118. Thor Hushovd (NOR) - 119. Christophe Le Mével (FRA) |
| Euskaltel-Euskadi | Cofidis (ciclismo) | Saunier Duval |
| - 121. Iban Mayo (ESP) - 122. Iker Camaño (ESP) - 123. Unai Etxebarria (VEN) - 124. Aitor Hernandéz (ESP) - 125. Iñaki Isasi (ESP) - 126. Iñigo Landaluze (ESP) - 127. David Lopez (ESP) - 128. Gorka Verdugo (ESP) - 129. Haimar Zubeldia (ESP)                  | - 131. David Moncoutié (FRA) - 132. Stéphane Augé (FRA) - 133. Jimmy Casper (FRA) - 134. Sylvain Chavanel (FRA) - 135. Arnaud Coyot (FRA) - 136. Cristian Moreni (ITA) - 137. Ivan Parra (COL) - 138. Rik Verbrugghe (BEL) - 139. Bradley Wiggins (GBR)                        | - 141. Gilberto Simoni (ITA) - 142. David Cañada (ESP) - 143. David De la Fuente (ESP) - 144. José-Angel Gomez (ESP) - 145. Ruben Lobato (ESP) - 146. David Millar (GBR) - 147. Riccardo Ricco (ITA) - 148. Christophe Rinero (FRA) - 149. Francisco Ventoso (ESP)          |
| Française des Jeux | Liquigás-Bianchi | Bouygues Telecom |
| - 151. Sandy Casar (FRA) - 152. Carlos Da Cruz (FRA) - 153. Bernhard Eisel (AUT) - 154. Philippe Gilbert (BEL) - 155. Sébastien Joly (FRA) - 156. Gustav Larsson (SWE) - 157. Thomas Lövkvist (SWE) - 158. Christophe Mengin (FRA) - 159. Benoît Vaugrenard (FRA) | - 161. Danilo Di Luca (ITA) - 162. Michael Albasini (SUI) - 163. Magnus Backstedt (SUE) - 164. Patrick Calcagni (SUI) - 165. Kjell Carlström (FIN) - 166. Stefano Garzelli (ITA) - 167. Matej Mugerli (SLO) - 168. Luca Paolini (ITA) - 169. Manuel Quinziato (ITA)            | - 171. Thomas Voeckler (FRA) - 172. Walter Bénéteau (FRA) - 173. Laurent Brochard (FRA) - 174. Pierrick Fédrigo (FRA) - 175. Anthony Geslin (FRA) - 176. Laurent Lefèvre (FRA) - 177. Jérôme Pineau (FRA) - 178. Didier Rous (FRA) - 179. Matthieu Sprick (FRA)             |
| Team Milram | Agritubel | |
| - 181. Erik Zabel (ALE) - 182. Mirko Celestino (ITA) - 183. Ralf Grabsch (ALE) - 184. Andriy Grivko (UCR) - 185. Maxim Iglinskiy (KAZ) - 186. Christian Knees (ALE) - 187. Fabio Sacchi (ITA) - 188. Björn Schröder (ALE) - 189. Marco Velo (ITA)                 | - 191. Juan-Miguel Mercado (ESP) - 192. Manuel Calvente (ESP) - 193. Cédric Coutouly (FRA) - 194. Moises Dueñas (ESP) - 195. Eduardo Gonzalo (ESP) - 196. Christophe Laurent (FRA) - 197. José-Alberto Martinez (ESP) - 198. Samuel Plouhinec (FRA) - 199. Benoît Salmon (FRA) | |